# Jaromierz (powiat kwidzyński)
Jaromierz – wieś w Polsce, położona w województwie pomorskim, w powiecie kwidzyńskim, w gminie Gardeja, przy drodze wojewódzkiej nr 522 i nad północnowschodnim brzegiem jeziora Kucki. 

## Podział administracyjny
W latach 1975–1998 wieś należała administracyjnie do województwa elbląskiego. 

## Opis
Wieś jest bardzo popularna wśród wczasowiczów. Znajdują się w niej dwa ośrodki wypoczynkowe, oraz bardzo duża liczba prywatnych domków letniskowych, których liczebność znacznie przewyższa liczbę stałych mieszkańców.